# Mniam! Mniam! REGE
Mniam! Mniam! REGE – pierwszy oficjalny album zespołu Habakuk wydany w 1999 roku. Został nagrany w Cyberstudio w Katowicach.
W roku 2003 nakładem Gigant Records wydana została reedycja płyty, wzbogacona o dwie zremiksowane przez Adama Celińskiego w 2000 wersje utworów będących wcześniej na płycie: Pra – Ład (Jungle Radioactiv Remix) oraz Fari Wave (Radioaktiv Remix).

## Lista utworów
1. Rub Ritual (6:01)
2. Ucieczka (4:22)
3. Soul Food (2:54)
4. Pra – Ład (4:10)
5. Mit ukuty (3:46)
6. Wolny od Ja (4:16)
7. Sunny Lion (4:08)
8. Fari Wave (3:56)
9. Żywy Anioł (2:36)
10. Rasta Trans (5:27)
11. Oh! Darling (3:01)
12. Wake Up! (5:34)

## Twórcy
- Wojciech Turbiarz – gitara, śpiew
- Jaromir Puszek – perkusja
- Wojciech Cyndecki – gitara basowa, programowanie
- Krzysztof Niedźwiecki – gitara (2-6, 7, 10-12), śpiew
- Jacek Otręba – instrumenty klawiszowe, programowanie
- Michał Walczak – gitara (1, 4, 6, 8-10, 12)
- Ewa Kołecka - flet poprzeczny